# مایل عربی
مایل عربی یا میل عربی (عربی: الميل) یکای طول تاریخی عربی بود که جغرافیدانان و اخترشناسان عرب قرون وسطی از آن استفاده می‌کردند. طول دقیق آن مورد بحث و اختلاف‌نظر بوده و از ۱٬۸۰۰ متر (۵٬۹۰۰ فوت) تا ۲٬۰۰۰ متر (۶٬۶۰۰ فوت) متغیر است. این یکا به عنوان نیای مایل دریایی امروزی، از یکای مایل رومی برای تناسب با تقریب نجومی ۱ دقیقه قوسی از عرض جغرافیایی اندازه‌گیری‌شده در امتداد نصف‌النهار شمالی-جنوبی گسترش یافته بود. فاصله بین دو ستون که عرض‌های جغرافیایی آن‌ها در جهت شمال به جنوب ۱ درجه متفاوت است، با استفاده از میخ‌های قابل رویت در امتداد یک شدت بیابانی مسطح اندازه‌گیری می‌شد.
مایل عربی برابر با ۴٬۰۰۰ ارش (ذرع) بوده است. اگر ابن کثیر فرغانی از ذراع قانونی به عنوان یکای اندازه‌گیری خود استفاده کرده باشد، آنگاه طول مایل عربی برابر با ۱٬۹۹۵ متر است. در صورت استفاده ابن کثیر از ذرع مأمونی، طول مایل عربی برابر با ۱٬۹۲۵ متر ۱٫۰۴ مایل دریایی (۱٫۹۳ کیلومتر) خواهد بود.
در دوره خلافت اموی (۶۶۱ تا ۷۵۰ میلادی)، هر مایل یا میل اموی تقریباً برابر با ۲٬۲۸۵ متر (۷٬۴۹۷ فوت) یا اندکی بیشتر از ۲ کیلومتر (۶٬۶۰۰ فوت) یا حدود ۲ مایل بابلی بود.

## اندازه‌گیری قوس مأمون
در حدود سال ۸۳۰ میلادی، مأمون خلیفه عباسی، گروهی از جغرافی‌دانان و اخترشناسان مسلمان را مأمور اندازه‌گیری قوس میان پالمیرا تا رقه در سوریه امروزی کرد. آنها دریافتند که این شهرها با یک درجه عرض جغرافیایی از هم جدا شده‌اند و فاصله قوس نصف‌النهاری آنها ⅔۶۶ مایل عربی است. بدین ترتیب محیط زمین باید ۲۴٬۰۰۰ مایل (۳۹٬۰۰۰ کیلومتر) باشد. با استفاده از این اندازه‌گیری، و با دانستن این‌که محیط زمین ۴۰٬۰۰۷٫۶۸۳ کیلومتر است، طول مایل عربی کمی بیشتر از ۱٬۶۶۶٫۹۹۴ متر به‌دست می‌آید.
مجدالدین فیروزآبادی در لغت‌نامه معروف خود به نام قاموس‌اللغه می‌گوید که یک مایل برابر است با ۳۰۰۰ ذرع قدیم، این باعث می‌شود ذرع حدود ۰٫۵۵۵۶۶۴۷ متر باشد که با این سنت که ارتفاع کعبه ۲۷ ذرع و ارتفاع فعلی آن ۱۵ متر است، مطابقت دارد.
تخمین دیگری که منجمان مأمون ارائه کردند ⅔56 مایل عربی (برابر با ۱۱۱٫۸ کیلومتر (۶۹٫۵ مایل) برای هر درجه) بود که مربوط به اندازه ۴۰٬۲۴۸ کیلومتر (۲۵٬۰۰۹ مایل) برای محیط زمین است. این اعداد به مقدار امروزی ۱۱۱٫۳ کیلومتر (۶۹٫۲ مایل) برای هر درجه و ۴۰٬۰۶۸ کیلومتر (۲۴٬۸۹۷ مایل) برای محیط زمین بسیار نزدیک است.